# José Juan Cadenas
José Juan Cadenas (Madrid, 1872-Madrid,1947) fue un periodista, libretista, poeta y empresario teatral español.

## Biografía
Nacido en 1872, se destacó especialmente en el denominado género chico, para el que escribió numerosos libretos, contándose entre sus obras La dolora, La tragedia de Pierrot, Doña Inés de Castro, o, reinar después de morir, El famoso Colirón, El primer pleito, Los obreros o El abanico de la Pompadour (1916). Como productor teatral y adaptador literario jugó un importante papel en la recepción de la opereta europea en España, siendo responsable de la adaptación de una larga lista de títulos como Madame Pompadour de Leo Fall, La bayadera de Emmerich Kálmán, La invitación al vals de Oscar Straus o Dedé de Henri Christiné. En el resto de trabajos de Cadenas se incluyen títulos como La vida alegre de Madrid (1905) y La corte del Kaiser.
Colaborador de publicaciones periódicas como ABC, Nuevo Mundo, El Teatro, La Correspondencia de España, La Gran Vía, Barcelona Cómica y La Ilustración Artística, falleció en 1947, el 14 de agosto, en Madrid.